# キャラメル☆リボン
キャラメル☆リボンは、かつて関西地方を中心に活動していた3人組女性ローカルアイドルグループである。キャッチフレーズは、なにわの3人娘。

## 概要
アクターズスクールのESSEアカデミー内のユニットで、2009年1月に結成。2010年に阪木恵里奈が脱退、現メンバーの吉仲葵が加入。同年8月、1stシングル発売。2012年、「Girl's Revue -ガールズレヴュー-」に出演後、東京でのライブ活動が増加。同年7月、2ndシングル発売。2013年4月、カップリング曲に「2015紀の国わかやま国体」のイメージソングのカバーを入れた3rdシングル発売。同年6月、夏よりタワーレコードのアイドル専門レーベルであるT-Palette Recordsへの参入を発表。関西の他に、名古屋、東京でもライブを行っている。グループ名は、サーティワンで販売されているアイスクリーム「キャラメルリボン」からきている。メンバーは皆、キッズモデルの経験を持つ。キャラメル☆リボンのファンはキャラメラーと呼称されている。2017年3月31日をもって、メンバー全員がキャラメル☆リボンを卒業。

## メンバー
- 上野天音（うえの あまね /1998年6月25日（26歳） /O型 /イメージカラー ピンク■/基本の立ち位置：左）

愛称はあまちゃん。キャッチフレーズは、大阪下町のドジっ娘。
自己紹介は「大阪下町千林で生まれた、いっつも元気で天然なあまちゃんこと天音です」
NHK「みんなのうた」ピースフル!（ピース×ピース）選抜メンバー。
- 深田聖奈（ふかた せいな /1997年9月27日（27歳） /A型 /イメージカラー 水色■/基本の立ち位置：右）

リーダー。愛称はせーな。キャッチフレーズは、おしゃれ大好きラーメン大好き。
自己紹介は「リーダーの聖奈です」
NHK「みんなのうた」ピースフル!（ピース×ピース）選抜メンバー。
- 吉仲葵（よしなか あおい /1999年3月4日（26歳） /AB型 /イメージカラー 黄色■/基本の立ち位置：中央）

愛称はあーちゃん、あおぴ。キャッチフレーズは、アイドルが好きすぎてアイドルになっちゃいました。
自己紹介は、「奄美大島生まれ、山形県育ち、大阪在住の葵です」

### 旧メンバー
- 阪木恵里奈（さかき えりな /1998年6月11日（26歳） /A型 ）

## 略歴

### 2009年
- 1月、上野天音、阪木恵里奈、深田聖奈の3人でキャラメル☆リボンを結成。
- 8月、大阪天保山のフードテーマパーク「なにわ食いしんぼ横丁」をPRするアイドルユニット「食いしんぼガールズ」第1期生の1組に選ばれる。

### 2010年
- 1月頃、阪木恵里奈が脱退、吉仲葵が加入。
- 8月11日、1stシングル「虹色/なにわ食いしんぼ横丁」発売。オフィシャルブログ開始。
- 9月25日、「第9回ミュージシャングランプリOSAKA」でBEST10に入賞し、決勝大会に出場。

### 2011年
- 7月10日、名古屋での初ライブとなる「DJO2011 名古屋大会」にゲスト出演。
- 9月4日、東京での初ライブとなる「第4回 ヤンヤン歌うステージ 〜1部」に出演。

### 2012年
- 2月5日、東京秋葉原で行われたライブイベント「Girl's Revue -ガールズレヴュー-」1stSTAGEに出演。
- 7月16日、2ndシングル「恋のmusic/Shining Day」発売。
- 8月4日・5日、「TOKYO IDOL FESTIVAL 2012」に初出演。
- 8月28日、初の単独ライブを秋葉原で開催。
- 9月2日、「泉州にぎわいフェスタ」にて、1stシングルが完売、廃盤となる。
- 11月4日、学園祭に初出演。
- 12月5日、2ndシングルが東京・大阪のタワーレコード及びタワレコオンライン限定で販売開始。
- 12月8日、2度目の単独ライブを渋谷で開催。

### 2013年
- 1月19日、タワーレコードで初のインストアライブを開催。
- 4月7日、「第13回ヤンヤン歌うステージ in 大阪!」で、発売前の3rdシングル『約束の場所』のフルバージョンを初披露。
- 4月14日、「第14回ヤンヤン歌うステージ in 浜松!」で、発売前の3rdシングルのカップリング曲『明日へと〜DanceVer.』を初披露。
- 4月24日、3rdシングル、「約束の場所/明日へと〜DanceVer.」発売。
- 6月12日、タワーレコードのアイドル専門レーベル『T-Palette Records』に夏以降所属することを発表[3]。
- 7月27日・28日、「TOKYO IDOL FESTIVAL 2013」に2年連続出演。
- 9月25日、4thシングル、「スタートリボン」発売。
- 10月、公式ツイッター開始。

### 2014年
- 6月19日、アイドルがアニメソングをカバーしたコンピレーション・アルバムに参加。
- 7月29日、5thシングル、「ファーストシークレット」発売。
- 8月2日・3日、「TOKYO IDOL FESTIVAL 2014」に3年連続出演。

### 2015年
- 1月、メンバー個人のツイッター開始。
- 12月15日、6thシングル、「Triple Candy」発売。

### 2016年
- 2月21日、上野が第3回アイドルソロクイーンコンテストで3位に入賞[4]。
- 9月21日、7thシングル、「Beauty Butterfly/星空と雲」発売。

### 2017年
- 2月20日、公式サイトにおいて、2017年3月31日をもって、メンバー全員がキャラメル☆リボンを卒業することを発表。
- 3月26日、旭区民センター小ホールにおいて、ラストライブを行う。
- 3月31日、この日をもって、メンバー3人が正式にキャラメル☆リボンを卒業。
- 4月30日、メンバーの個人ツイッター削除。
- 8月26日、第43回旭区民まつりのジャンボクイズに司会者として出演。卒業後、初めて3人がそろって公の場に出演。

## 作品

### シングル
インディーズ
- 虹色/なにわ食いしんぼ横丁（ES-002、2010年8月11日）（現在は廃盤）

1. 虹色
作詞：鈴木綾 作曲：鈴木綾 & 篠原良知 編曲：篠原良知
2. なにわ食いしんぼ横丁
作詞：宮本沙矢佳 作曲：キダ・タロー
3. 虹色(instrumental)
4. なにわ食いしんぼ横丁（instrumental）

- 恋のmusic/Shining Day（ES-003、2012年7月16日）

1. 恋のmusic
作詞：鈴木綾 作曲：鈴木綾 & ラッキー☆篠原 編曲：ラッキー☆篠原
2. Shining Day
作詞：鈴木綾 作曲・編曲：鈴木綾 & ラッキー☆篠原
3. 恋のmusic（instrumental）
4. Shining Day（instrumental）

- 約束の場所/明日へと〜DanceVer.（ES-004、2013年4月24日）

1. 約束の場所
作詞：鈴木綾 作曲：鈴木綾 & ラッキー☆篠原 編曲：ラッキー☆篠原
2. 明日へと〜DanceVer.
作詞・作曲・編曲：ウインズ平阪
3. 約束の場所（instrumental）
4. 明日へと〜DanceVer.（instrumental）

※「明日へと〜DanceVer.」は2015紀の国わかやま国体イメージソング。
T-Palette Records
- スタートリボン（TPRC-0055、2013年9月25日）

1. スタートリボン
作詞：児玉雨子 作曲・編曲：SHiNTA
2. ALL NEW FEELIN'
作詞・作曲：今城沙々 編曲：SHiNTA
3. スタートリボン（inst）
4. ALL NEW FEELIN'（inst）

- ファーストシークレット（TPRC-0098、2014年7月29日）

1. ファーストシークレット
作詞：児玉雨子 作曲・編曲：SHiNTA
2. 七色の虹の向こうに
作詞・作曲・編曲：今城沙々
3. ファーストシークレット（inst）
4. 七色の虹の向こうに（inst）

- Triple Candy（TPRC-0132、2015年12月15日発売）

1. Triple Candy
作詞：秋田早織 作曲：秋田茉梨絵
2. sugar white
作詞：秋田早織 作曲：秋田茉梨絵
3. Triple Candy（inst）
4. sugar white（inst）

アクトラスレコード
- Beauty Butterfly/星空と雲（YZAC-15046、2016年9月21日発売）

1. Beauty Butterfly
作詞：鈴木綾 作曲：鈴木綾・ラッキー☆篠原
2. 星空と雲
作詞：鈴木綾 作曲：鈴木綾・ラッキー☆篠原
3. Beauty Butterfly（inst）
4. 星空と雲（inst）

### コンピレーションCD
- Japan Idol File（TPRC-0045、2013年4月24日、T-Palette Records）
  - 「虹色」収録
- EDGE BEAT IDOL vol.1 -アニソンカバーEDITION-（necomimi tunes、NECO-001、2014年6月19日）
  - 残酷な天使のテーゼ (「新世紀エヴァンゲリオン」より)
  - Sparkling Daydream（「中二病でも恋がしたい！」より）

### 音楽配信
全てinstrumentalを含む。
- 虹色
- なにわ食いしんぼ横丁
- 恋のmusic
- Shining Day
- 約束の場所
- 明日へと〜DanceVer.

## イベント

### 2009年
- アイドルスナイパー vol.4（世界館、6月13日）
- 海遊館クリスマスイルミネーション点灯式（海遊館、10月30日）

### 2010年
- 食いしんぼえびす 七福神社・福猫神大祭（なにわ食いしんぼ横丁、1月11日）
- 天保山チョコレートパラダイス（天保山マーケットプレース、2月14日）
- 天保山マーケットプレース春祭り（天保山マーケットプレース、3月22日）
- KANSAIアイドルGENKI♥フェスタ〜2010夏〜（関西テレビなんでもアリーナ、8月22日）
- アイドル＆ガールズサミットin高知 Vo.1（BAY5 SQUARE、12月19日）

### 2011年
- KANSAIアイドルGENKI♥フェスタ〜2011春〜（関西テレビなんでもアリーナ、3月27日）
- DJO Tournament 2011 名古屋大会（ポートメッセなごや、7月10日）オープニングゲスト
- 〜天神祭り前夜祭〜コムズの夏祭（コムズガーデン、7月24日）
- KANSAIアイドルGENKI♥フェスタ〜2011夏〜（関西テレビなんでもアリーナ、8月28日）
- 第4回 ヤンヤン歌うステージ 〜1部（Studio Cube 326、9月4日）
- 天保山ピースフル!LIVE（天保山マーケットプレース、11月6日）
- 千林フェニックスアイドル祭り（千林フェニックスホール、11月20日）

### 2012年
- ヤンヤン歌うステージ
  - 第8回 in 名古屋! 〜1部・2部（CLUB SARU、4月15日）
  - 第9回 in 東京! 〜1部（Studio Cube 326、4月22日）
  - 第10回 in 東京! 〜1部（Studio Cube 326、7月16日）
  - 第11回 in 名古屋! 〜2部（HOLIDAY NAGOYA、10月8日）
  - 第12回 in 大阪! 〜2部（FANJ twice、10月21日）
- アキバアイドルフェスティバル Girl's Revue（ガールズレビュー）（2月5日）
- AKIBA IDOL FESTIVAL（アキバ☆ソフマップ1号店、7月16日）
- ESSEアカデミー SUMMER LIVE（旭区民センター、7月29日）
- ROPPONGI IDOL COLLECTION（morph-tokyo、8月3日）
- TOKYO IDOL FESTIVAL 2012（お台場・青海特設会場、8月4日・5日）
- IDOL×LIQUIDOROOM（LIQUIDROOM、8月12日）
- SHIBUYA IDOL COLLECTION（SHIBUYA DESEO、8月13日）
- idolSYNCライブ（吉祥寺CLUB SEATA、8月27日）
- アイドルSMSライブ vol.7（赤坂GENKI、8月28日）
- 2012泉州にぎわいフェスタ（関西国際空港、9月2日）
- Heaven's☆Train Vol.17（Flamingo the Arusha、9月6日）
- ホリプロ大阪秋祭り（ESPエンタテインメント Club FREE、9月17日）
- Happiness!!COMPLETE the IDOL vol.9（太陽と虎、10月20日）
- 吉田豪のアイドル伝説 Vol.2（シアターセブン、10月20日）
- Studio ESSE キッズダンスコンテスト Vol.16（みさき公園、10月28日）ゲストライブ
- 第62回 銀杏祭（大阪市立大学杉本キャンパス、11月4日）
- Happiness!!COMPLETE the IDOL vol.10（渋谷J-Pop Cafe Grasis、11月25日）
- サプライズライブ（天保山マーケットプレース、12月9日）

### 2013年
- 新春アイドル横丁まつり!!〜2013〜（渋谷公会堂、1月3日）
- アイドル☆グラフティー（心斎橋CIRCUS、1月14日）
- タワーレコードインストアライブ
  - （新宿店7F、1月19日）
  - （新宿店7F、2月24日）
  - （難波店4F、4月24日）
  - （新宿店7F、4月27日）
- 春・サクラサク！合格おめでとうLIVE（心斎橋OPA、3月24日）
- ヤンヤン歌うステージ
  - 第13回 in 大阪! 〜2部（FANJ twice、4月7日）
  - 第14回 in 浜松! 〜1部（浜松窓枠、4月14日）
- Girls Pick Up!!（新宿RUIDO K4、4月27日）
- ファンタスティック（新宿RUIDO K4、4月27日）
- AeLL.with キャラメル☆リボン（あべのキューズモール、4月30日）
- TSUTAYA EBISUBASHI アイドル インストアイベント（TSUTAYA EBISUBASHI店6F、5月12日）
- ご当地アイドルお取り寄せ図鑑 #06 （TOKYO STYLE、6月15日）公開収録
- ご当地アイドルお取り寄せライブSP Vol.2（TOKYO STYLE、6月15日）
- キャラメル☆リボン＆NA-NA T-Palette Records 加入お披露目スペシャルインストアライブ（タワーレコード難波店、7月20日）
- ミニライブ・特典会（タワーレコード渋谷店B1F「CUTUP STUDIO」、7月21日）
- Live iDolspot vol.2（Shibuya O-East、7月22日）
- TOKYO IDOL FESTIVAL 2013（お台場・青海特設会場、7月27日・28日）
- アイドルフェス in BOAT RACE TAMAGAWA Vol.9（ボートレース多摩川 イーストスクエア「風」、9月1日）
- 横浜コスモワールドイベント（横浜コスモワールド、9月1日）
- スタートリボン発売ミニライブ・特典会
  - （タワーレコード難波店、9月8日）
  - （タワーレコード新宿店、9月14日）
  - （タワーレコード神戸店、9月22日）
  - （タワーレコード丸ビル店、9月24日）
  - （タワーレコード梅田NU茶屋町店9月26日）
  - （TSUTAYA JR中野駅前店、9月27日）
  - （タワーレコード渋谷店、9月28日）
- ご当地アイドルお取り寄せ図鑑（FutureSEVEN、9月15日）
- 神戸アイドルPOPパーティ supported by TOWER RECORDS（神戸市立地域人材支援センター、9月22日）
- 第3回長居公園ランニングフェスティバル（長居公園、9月23日）
- アイドルエキスポ!（道頓堀ZAZA HOUSE、9月29日）
- アイドル甲子園〜秋季大会〜（赤坂BLITZ、10月6日）
- せやねん！× キューズモール ご当地アイドル祭り!（あべのキューズモール、10月12日）
- インズ（WINDS）ミニLIVE（梅田茶屋町LIVE＆RESTAURANT ボニーラ（BNILLA）、10月14日）
- ご当地アイドルショーケース2013秋〜キャラメル☆リボン〜（AKIBAカルチャーズ劇場、10月15日、10月29日）
- FIRST ANNIVERSARY LIVE in 津山（LIVE HOUSE『K2』、10月19日）
- ご当地アイドルライブ3DAYS（池袋サンシャインシティ噴水広場、11月9日）
- ご当地アイドルお取り寄せ図鑑」公開収録（AKIBAカルチャーズ劇場、11月16日）
- みさき公園ESSEキッズダンスコンテストVol.17（みさき公園12月7日）
- T-Palette感謝祭2013（ラフォーレミュージアム六本木、12月25日）

### 2014年
- アイドル甲子園〜謹賀新年 2014〜（赤坂BLITZ、1月3日）
- アイドル甲子園 AFTER PARTY 〜関東vs関西LIVE！！（新宿RUIDO K4、1月4日）
- アイドル甲子園FESTIVAL（新木場STUDIO COAST、3月29日）
- style party サクラサク Live（大阪心斎橋Music Club JUNUS、4月5日）
- 〜サクラサク after story〜キャラメル☆リボン×NA-NA 2マンセルLIVE（ソフマップなんばザウルス1、4月6日）
- ライブ（茶屋町 MBS 1Fイベントスペース、5月3日）
- キャラメル☆リボン＆NA-NA滋賀県初上陸LIVE（大津PARCO、5月4日）
- タワーレコード神戸×神戸VARIT.KOBE IDOL PARADE 初陣（タワーレコード神戸店、6月1日）
- NAGOYA IDOL EXPO 2014（Zepp Nagoya、7月6日）
- キャラメル☆リボンニューシングル発売記念イベント
  - （HMV三宮店、7月12日）
  - （タワーレコード神戸店、7月13日）
  - （タワーレコード梅田NU茶屋店、7月19日）
  - （タワーレコード難波店、7月19日））
- キャラメル☆リボン「ファーストシークレット」発売記念イベント
  - （タワーレコード梅田NU茶屋店、7月28日）
  - （タワーレコード難波店、7月29日）
  - （タワーレコード神戸店、7月30日）
  - （TSUTAYA JR中野駅前店、7月31日）
  - （タワーレコード秋葉原店、8月1日）
  - （タワーレコード池袋店、8月5日）
  - （タワーレコード渋谷店、8月6日）
  - （タワーレコードアリオ川口店、8月7日）
  - （TOWER miniダイバーシティ東京プラザ店、8月8日）
  - （新星堂サンシャインシティアルパ店、8月9日）
  - （タワーレコード錦糸町店、8月9日）
  - （タワーレコード横浜ビブレ店、8月10日）
  - （タワーレコード新宿店、8月10日）
- アイドル甲子園in大阪・心斎橋（OSAKA MUSE、7月27日）
- TOKYO IDOL FESTIVAL 2014（お台場・青海特設会場、8月2日・3日）
- 東京上陸 3マンLIVE（品川 J-スクエア、8月4日）
- T-Palette Records mini Live in Summer（AKIBAカルチャーズ劇場、8月21日）
- ダイノソニック 2014in福井県勝山市（勝山市民会館、8月23日）
- キャラメル☆リボン&NA-NA&リルチルOSAKA COMEBACK LIVE（大阪千林フェニックスホール、8月24日）
- アイドル甲子園 2014 夏 最終戦（新宿ReNY、8月29日）
- Girls Storm夏祭り in O-WEST（TSUTAYA O-WEST、8月30日）
- 女子箱・アイドルボックス（OSAKA MUSE、9月14日）
- 日本橋UP'sイベント（大阪・日本橋、9月20日）
- チャネルライブキッズ グランドチャンピオン大会（三角公園、9月21日）
- バニラビーンズ×lyrical school×キャラメル☆リボン合同イベント（タワーレコード梅田NU茶屋町店、10月5日）
- 大つけ麺博「大阪トッピング☆ガールズ」（新宿歌舞伎町大久保公園、10月11日、12日）
- 第2回和歌山シーサイドアイドルフェスティバル2014秋（和歌山マリーナシティ、11月2日）
- ヤンヤン歌うステージ 同窓会SP!!（TSUTAYA O-crest、11月22日）
- 津山イベント（イオンモール津山、11月23日）
- T-Palette感謝祭2014
  - 大阪公演（松下IMPホール、10月4日）
  - 東京公演（品川ステラボール、12月13日）

### 2015年
- アイドル甲子園 in 大阪（OSAKA MUSE、1月12日）
- 女子箱（大阪Muse、1月20日）
- 京都アイドルステーション vol.1番線（KYOTO MUSE、1月31日）
- HUGPRO OKAYAMA IDOL FES 2015（岡山市灘崎文化センター 大ホール、3月21日）
- ラッキー☆篠原のキブンはヘブンなトークライブ!（ロフトワンプラスWEST（大阪）、3月24日）
- Loft PlusOne West 1st Anniversary LPOW presents Our Shining Idol（Loft PlusOne West、3月25日）
- アイドル甲子園 in OSAKA MUSE（OSAKA MUSE、4月5日）
- KOBE IDOL PARADE Vol.3（神戸VARIT、5月4日）
- イオンモール津山母の日スペシャル（イオンモール津山、5月10日）
- キャラメル☆リボン的大打ち上げ会（カラオケ本舗まねきねこなんばHIP'S店、5月16日）
- 和歌山アイドルフェスティバル2015（和歌山マリーナシティ ポルトヨーロッパ内Fun×Fam劇場、5月31日）
- 城北公園フェア2015（城北公園、6月7日）
- ATCアイドル★フェスタ〜海辺でトキメキ☆はじめました。（6月27日、ATCウミエール広場NANTAN（南端）ステージ、6月27日）
- 堀江チョコレートバンケット（ライブハウス 南堀江ビレボア、7月19日）
- LIVE 7/27「IDOL CANYON〜はじまりは大猫から〜」 （BIGCAT、7月27日）
- 『Tokonatsu Idol Festival』byアイドルマルシェ（須磨ビーチサイド、8月2日）
- つりビット主催ツーマンライブ 俺得だよ！全員集合！ 〜全国行脚・大阪編〜（大阪Pangea、9月12日）
- ヤンヤン歌うステージ in 大阪 （FAN J Twice、9月13日）
- エモーショナルアイドルパーティ 02 in 京都（京都メトロ、9月19日）
- キャラメル☆リボン・NA-NA・Fun×Fam 3マンライブ（Fun×Fam劇場、9月22日）
- ポッター平井プロデュース「アイドル通」（studio210、9月25日）
- Girls Republic（Knave、9月26日）
- ほんまもんバル×アイドルマルシェ（道頓堀リバーウォーク、10月10日）
- KANSAI IDOL FILE 2015-2016発売記念インストアトークイベント（タワーレコード梅田NU茶屋町店、11月23日）
- ATCアイドル☆フェスタ（ATC、12月12日）
- キャラメル☆リボンミニライブ&特典会（タワーレコード梅田NU茶屋町店、12月14日）
- Triple Candyリリースイベント
  - （HMV三宮VIVRE、12月15日）
  - （タワーレコード難波店、12月17日）
  - （タワーレコード梅田大阪マルビル店、12月18日）
  - （HMVエソラ池袋、12月21日）
  - （タワーレコードあべのHoop店、12月24日）
  - （タワーレコード泉南店、12月27日）
  - T-Palette Record 感謝祭2015（新宿BLAZE、12月20日）
- HAPPY STYLE X'MAS（千林くらしエール館、12月23日）

### 2016年
- Triple Candy リリースイベント
  - （タワーレコードNU茶屋店、1月4日）
  - （タワーレコード西武高槻店、1月5日）
  - （タワーレコード難波店、1月8日）
  - （タワーレコード神戸店、1月16日）
- NaiBi Festival Vol.35（1月10日、クレオ大阪東）
- 新春 キャラメル☆リボン ヒストリーライブ！！〜歌って！踊って！喋って！笑って！福よこい！〜（ソフマップなんばザウルス、1月11日）
- くずはモールイベント（KUZUHA MALL、1月24日）
- KANSAI IDOL FILE Vol.04（Kobe Slope、1月31日）
- 「フリージアとショコラ2016」と女子箱-アイドルボックス-（OSAKA MUSE、2月4日）
- idol Junction@関テレアトリウム（関西テレビアトリウム、2月13日）
- ASTRAIA ROOM V5（川崎Serbian Night、3月25日）
- ヤンヤン歌うステージin大阪!2016春（FANJ twice、3月26日）
- Style Party〜2016年春・新たな旅立ちSP〜（KinPouGe、3月27日）
- ヤンヤン歌うステージ GW突入SP!（TSUTAYA O-Creat、4月29日）
- ASTRAIA ROOM VOL.6（川崎Serbian Night、4月29日）
- 大好きな君に会いにいく〜TOKYO FM HALL編〜1部（TOKYO FM HALL、4月30日）
- ハコニワ GW版（新宿 バティオス、4月30日）
- GIRLS MUSIC SQUARE@Twinbox〜2部〜（TwinboxAKIHABARA、5月1日）
- SHIBUYA IDOL SELECTION vol.21（渋谷Glad、5月2日）
- D motion VOL.1（aube shibuya、5月3日）
- 肉汁グランプリ〜ごちそう大集合SP（京セラドーム・スカイホール、5月5日）
- style party（KinPoGe、5月22日）
- 城北公園フェア2016（城北公園、6月4日）
- 上野天音生誕祭2016（乾杯、6月19日）
- ATCアイドル★フェスタ（ATCウミエール広場・NANTANステージ、6月25日）
- BLC Live vol.8 （大須Dt.BLD、6月26日）
- アイドルHIPS723（ビアハウス86、7月23日）
- ATCアイドル★フェスタSP（7月23日、ATC・海辺のステージ）
- GIRLS SPILET Vol.3（川崎Serbian Night、7月29日）
- Zip☆CODEリリースパーティ（渋谷CLUB CRAWL、7月30日）
- 大好きな君に会いに行く〜TOKYO FM HALL編（TOKYO FM HALL、7月31日）
- Music Life plus 2016（六本木VARIT、7月31日）
- EXCITING DANCE MANIA vol.16（旭区民センター大ホール、8月13日）
- ハイパーあいどるフェスH.I.F（大阪城野外音楽堂、8月14日）
- 京街道祭り（8月20日）
- Beauty Butterfly/星空と雲 リリースイベント
  - （タワーレコード川崎店、8月23日）
  - （タワーレコード横浜ビブレ店、8月24日）
  - （アキバ☆ソフマップ1号店、8月25日）
  - （タワーミニ東京八重洲口店、8月25日）
  - （タワーレコード難波店、8月28日）
  - （HMV三宮、9月16日）
  - （TSUTAYA戎橋店、9月17日）
  - （ソフマップなんばザウルス1、9月18日）
  - （HMV Recordshop渋谷店、9月20日）
  - （TSUTAYA O-Crest、9月22日）
  - （HMVエソラ池袋店、9月22日）
  - （新星堂サンシャインシティアルタ店、9月22日）
  - （TOWERmini東京駅八重洲口店、9月24日）
- GIRLS SPILIT V4（川崎Serbian Night、8月26日）
- 旭区民まつり（旭公園グラウンド、8月27日）
- “Beauty Butterfly”“星空と雲”リリース記念PARTY（studio ESSE、9月10日）
- アイドル黄金時代（新宿BLAZE、9月21日）
- GIRLS SPIRIT V5（川崎Serbian Night、9月23日）
- 東京遠征お疲れ様&深田聖奈生誕祭（KinPouGe、10月2日）
- リリースイベント大成功パーティー!!（studio ESSE、10月2日）
- アイドル通（STUDIO210、10月7日）
- インストアライブ（タワーレコード神戸店、10月9日）
- 女子箱 アイドルボックス（OSAKA MUSE、10月12日）
- 城北公園ファミリーフェア（城北公園、10月15日）
- 君と黒猫の憂鬱-大阪編-（ミナミLoft PlusOne West、10月20日）
- ミュージックJパークpresented by J:COM（ひらかたパーク野外ステージ、10月22日）
- ヤンヤン歌うステージin名古屋!2016秋（バーサス東海ホール、10月23日）
- GIRLS SPIRIT V6（川崎Serbian Night、10月28日）
- 女心と秋の空（上野音横丁、10月29日）
- 中村綾 キャラメル☆リボン インストアライブ（タワーレコード町田店、10月30日）
- IDOL 京景色 三の陣（11月6日、京都ARCDEUX）
- ATCアイドル☆ミーティング（ATCウミエール広場、11月12日）
- KANSAI IDOL FILE vol.09（心斎橋SUNHALL、11月19日）
- ハン・ウギョン 15周年記念ライブ（福寿会館、11月26日）
- キャラメル☆リボンの秋祭りwith桜っ娘（ソフマップなんばザウルス1、11月27日）
- アイドルドランカーin名古屋〜交フェス直前祭!!〜（大須Dt.BLD、12月17日）
- 交フェスVol.13 in名古屋!!〜VERSUS東海ホールオープンSP〜（VERSUS東海ホール、12月17日）
- IDOL FILE vol.01関西編発売記念トークショー（タワーレコードNU茶屋店、12月24日）
- Winter Wonder X'mas（studio ESSE、12月24日）
- ATCアイドル☆ミーティング（ATCウミエール広場、海辺のステージ、12月25日）
- AAA vol.18（梅田 am HALL、12月29日）

### 2017年
- IDOLidge1000 in 大阪〜新春スペシャル2days（大阪RUIDO、1月4日）
- キャラメル☆リボン、桜っ娘と行く!えべっさんお詣りツアー（大宮神社、1月9日）
- 新年ESSEあけおめライブ!（studio ESSE、1月9日）
- 女子箱-アイドルボックス-（OSAKA MUSE、1月11日）
- NAiBi Festival vol.36（エル大阪、1月28日）
- フリージアとショコラ 2017「My sweet girls ♡ Vol.52」（LIVE HOUSE D'、2月5日）
- フリージアとショコラ 2017「My sweet girls ♡ Vol.53」（LIVE HOUSE D'、2月5日）
- Bitter&Sweet Capsule（studio ESSE、2月12日）
- Kansai Idol Evolution Vol.5（A-kukan、2月19日）
- ATCアイドル☆ミーティング（ATCウミエール広場、NANTANステージ、2月25日）
- 女子箱-アイドルボックス#44-（OSAKA MUSE、3月6日）
- ホワイトデーLIVE&葵生誕祭（KinPouGe、3月12日）
- Yes Happy Night!!!〜キャラメル☆ハッピー2マンライブ〜（京橋ベロニカ、3月16日）
- 東京オフ会「キャラメル☆リボンと中華団欒!」（香港楼両国店、3月19日）
- Chelip定期特別編『キャラメル☆リボンForever』（Bexx米子、3月20日）
- ハッピーちゃんいらっしゃいSP！vol.3（OSAKA RUIDO、3月22日）
- キャラメル☆リボン大阪オフ会 （花博記念公園鶴見緑地、3月25日）

## 単独ライブ
| 開催日         | 公演タイトル                                                          | 会場                   | 備考                                       |
| -------------- | --------------------------------------------------------------------- | ---------------------- | ------------------------------------------ |
| 2012年8月28日  | キャラメル☆リボン単独ライブ                                           | 秋葉原神タワー         | 初ワンマンライブ                           |
| 2012年12月8日  | 甘くておいしいキャラメル☆ジカン                                       | 渋谷 CLUB CRAWL        | CD発売記念単独インストアライブ&握手会      |
| 2013年6月23日  | キャラメル☆サマータイム                                               | 長堀橋 WAXX            | 大阪初ワンマンライブ、キャラメラー有志協賛 |
| 2015年6月21日  | キャラメル☆ワンダーランド                                             | 南船場 CELL            | 天音生誕祭、キャラメラー有志協賛           |
| 2015年9月21日  | キャラメル☆ワンダーランド2                                            | 南船場 CELL            | 聖奈生誕祭、キャラメラー有志協賛           |
| 2016年3月6日   | キャラメル☆ワンダーランド3                                            | 南船場 CELL            | 葵生誕祭、キャラメラー有志協賛             |
| 2016年9月25日  | キャラメル☆リボン発売記念ワンマン                                     | 新宿Motion             |                                            |
| 2016年10月29日 | キャラメル☆リボン ワンマン                                            | 上野音横丁             |                                            |
| 2017年3月19日  | “感謝を込めて”キャラメル☆リボン 聖奈 天音 葵 卒業LIVE CONCERT IN 東京 | 両国サンライズ         | 最後の東京ワンマンライブ                   |
| 2017年3月26日  | “感謝を込めて”キャラメル☆リボン 聖奈 天音 葵 卒業LIVE CONCERT IN 大阪 | 旭区民センター小ホール | 最後のライブ MC：鎮西寿々歌                |

## メディア出演

### テレビ
- アイドルスナイパー1・2-平成アイドル図鑑-（テレビ大阪、2009年12月19日）
- Girl's Revue 2012（BSスカパー!、2012年2月19日）
- Girl's Revueの裏側〜1stSTAGE（PigooHD、2012年3月20日）
- GiRLPOP TV（BSスカパー!、2013年1月13日）

### WEB・インターネットTV
- ニコニコ生放送（ニコニコ本社、2012年8月28日）生放送
- デ☆ビューCh（@TV、2012年8月28日）生放送

### 映画
- 讐 〜ADA〜（2013年7月27日公開）[5]

### 舞台
- アリスインデッドリースクールオルタナティブ・OSAKA （深田、吉仲出演、大阪市立芸術創造館、2015年2月25日-2015年3月1日）[6]。

### キャンペーン
- 大阪市会・府議会選挙啓発（2015年4月12日）[7]
- 2015紀の国わかやま国体（2015年9月26日-10月6日）[8]